# Agromyza erodii
Agromyza erodii este o specie de muște din genul Agromyza, familia Agromyzidae, descrisă de Erich Martin Hering în anul 1927.
Este endemică în Insulele Canare. Conform Catalogue of Life specia Agromyza erodii nu are subspecii cunoscute.